# Fernabrünst

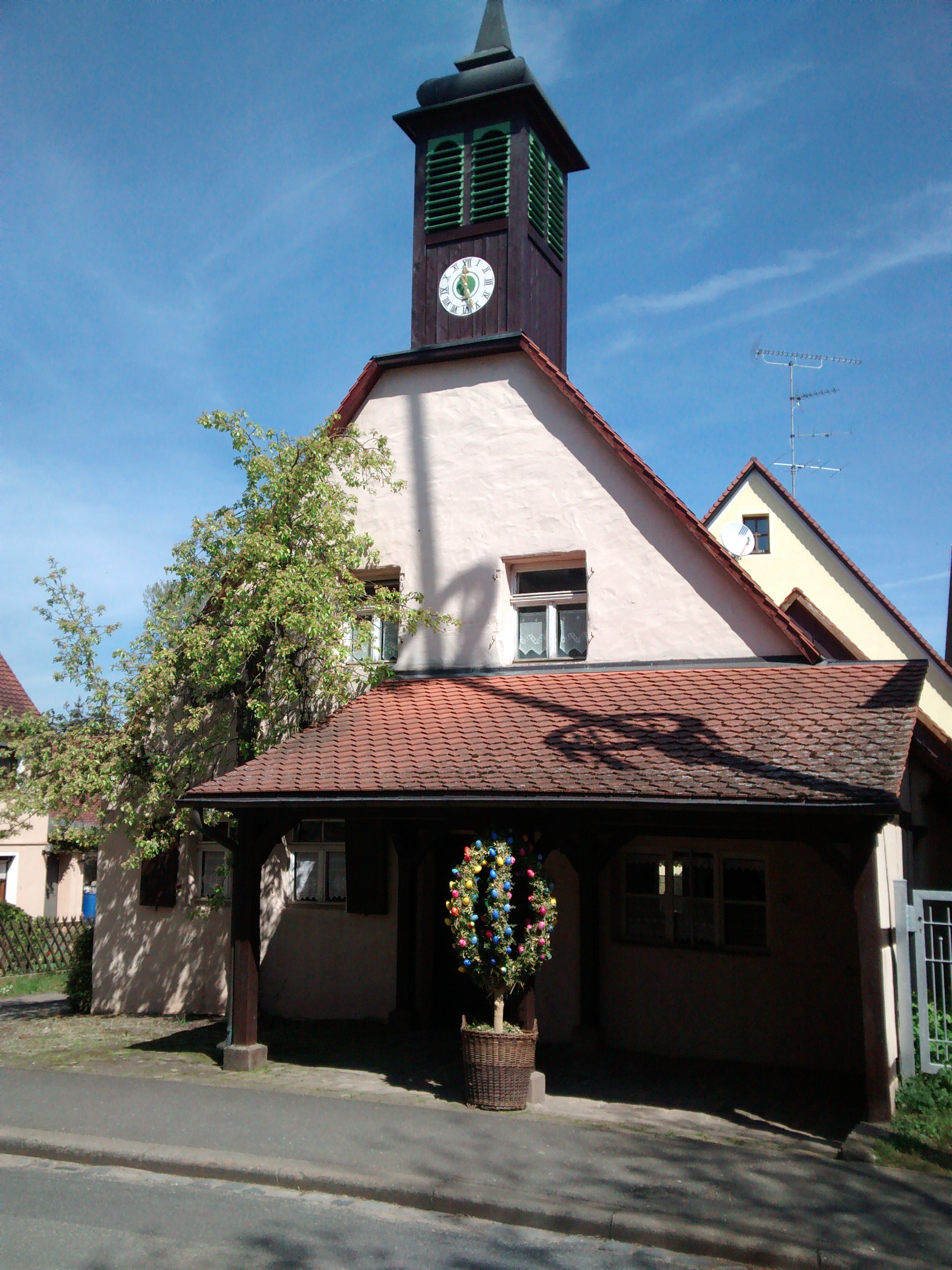
Ehemalige Schmiede

Fernabrünst (fränkisch: „Brinsd“) ist ein Gemeindeteil der Gemeinde Großhabersdorf im Landkreis Fürth (Mittelfranken, Bayern). Die Gemarkung Fernabrünst hat eine Fläche von 11,986 km². Sie ist in 1579 Flurstücke aufgeteilt, die eine durchschnittliche Fläche von 7590,66 m² haben. In ihr liegen neben dem namensgebenden Ort die Gemeindeteile Bronnenmühle, Vincenzenbronn und Wendsdorf.

## Geographie
Das Dorf liegt im Rangau etwa 2,8 Kilometer südöstlich von Großhabersdorf und 4,4 Kilometer westlich von Roßtal entfernt in einer flachhügeligen Ebene und ist unmittelbar von Grün- und Ackerland umgeben. Im Norden wird die Flur Bronner Wegäcker genannt, im Süden Leiten und im Osten Hollerstauden. Im Ort entspringt das Untreubächlein, ein rechter Zufluss der Bibert. 0,5 km weiter westlich liegt das Waldgebiet In der Lage, 0,75 km nordwestlich der Lohwald, 0,75 km nördlich der Gemeindewald und 0,75 km nordöstlich der Buttendorfer Wald.

## Geschichte
Der Ort wurde 1265 als „Brunste“ erstmals urkundlich erwähnt. Aus dem Ortsnamen kann man schließen, dass der Siedlungsraum durch das Niederbrennen von Wald gewonnen wurde. 1594 wurde der Ort erstmals als „Förrnbrunst“ bezeichnet, wohl zur Unterscheidung von dem etwa 10 Kilometer südöstlich gelegenen Prünst. Das Bestimmungswort des Ortsnamens ist die Föhre.
Gegen Ende des 18. Jahrhunderts gab es in Fernabrünst 27 Anwesen. Das Hochgericht übte das brandenburg-ansbachische Richteramt Roßtal aus. Die Dorf- und Gemeindeherrschaft hatte das brandenburg-ansbachische Richteramt Habersdorf. Grundherren waren das Kastenamt Cadolzburg (1 Hof, 1 Halbhof, 1 Gut), die Pfarrei Cadolzburg (1 Gut), die Heiligenstiftung Zautendorf (3 Höfe, 3 Güter, 6 Gütlein), die Reichsstadt Nürnberg: Landesalmosenamt (1 Hof), St.-Klara-Klosteramt (1 Gütlein), Schlüsselfelder-Stiftung (1 Hof) und Nürnberger Eigenherren: von Haller (3 Höfe, 1 Halbhof), von Imhoff (2 Höfe), von Lichtenhof (1 Halbhof), von Volckamer (1 Hof). Von 1797 bis 1808 unterstand der Ort dem Justiz- und Kammeramt Cadolzburg.
Von 1797 bis 1808 unterstand der Ort dem Justiz- und Kammeramt Cadolzburg. 1806 kam Fernabrünst an das Königreich Bayern. Im Rahmen des Gemeindeedikts wurde 1808 der Steuerdistrikt und die Ruralgemeinde Fernabrünst gebildet, zu dem bzw. zu der Bronnenmühle, Vincenzenbronn und Wendsdorf gehörten. Die Gemeinde war in Verwaltung und Gerichtsbarkeit dem Landgericht Cadolzburg zugeordnet und in der Finanzverwaltung dem Rentamt Cadolzburg (1919 in Finanzamt Cadolzburg umbenannt). Ab 1862 gehörte Fernabrünst zum Bezirksamt Fürth (1939 in Landkreis Fürth umbenannt). Die Gerichtsbarkeit blieb beim Landgericht Cadolzburg (1879 in Amtsgericht Cadolzburg umbenannt), seit 1931 ist das Amtsgericht Fürth zuständig. Die Finanzverwaltung wurde am 1. Januar 1929 vom Finanzamt Fürth übernommen. Die Gemeinde hatte 1964 eine Gebietsfläche von 11,988 km².
Mit der Gebietsreform in Bayern wurde die Gemeinde Fernabrünst aufgelöst und am 1. Januar 1972 in die Gemeinde Großhabersdorf eingegliedert.

### Baudenkmäler
In Fernabrünst gibt es fünf Baudenkmäler:
- Wegkreuz
- Hauptstr. 10: ehemaliges Gasthaus
- Hauptstr. 15: ehemalige Schmiede
- Wendsdorfer Str. 16: ehemaliges Hirtenhaus
- Wendsdorfer Str. 19: Bauernhaus

### Einwohnerentwicklung
Gemeinde Fernabrünst
| Jahr      | 1818   | 1840   | 1852   | 1855   | 1861   | 1867   | 1871   | 1875   | 1880   | 1885   | 1890   | 1895   | 1900   | 1905   | 1910   | 1919   | 1925   | 1933   | 1939   | 1946   | 1950   | 1952   | 1961   | 1970   |
| Einwohner | 399    | 463    | 520    | 530    | 562    | 561    | 542    | 512    | 511    | 501    | 483    | 473    | 425    | 439    | 437    | 445    | 470    | 480    | 476    | 692    | 615    | 611    | 577    | 575    |
| Häuser    | 76     | 84     |        |        |        |        | 84     |        |        | 89     | 89     |        | 85     |        |        |        | 81     |        |        |        | 96     |        | 122    |        |
| Quelle    | [ 17 ] | [ 18 ] | [ 19 ] | [ 19 ] | [ 20 ] | [ 21 ] | [ 22 ] | [ 23 ] | [ 24 ] | [ 25 ] | [ 26 ] | [ 19 ] | [ 27 ] | [ 19 ] | [ 28 ] | [ 19 ] | [ 29 ] | [ 19 ] | [ 19 ] | [ 19 ] | [ 30 ] | [ 19 ] | [ 12 ] | [ 31 ] |

Ort Fernabrünst
| Jahr      | 001818 | 001840 | 001861 | 001871 | 001885 | 001900 | 001925 | 001950 | 001961 | 001970 | 001987 | 002022 |
| Einwohner | 178    | 190    | 247    | 218    | 209    | 187    | 211    | 255    | 236    | 252    | 304    | 408    |
| Häuser    | 35     | 40     |        |        | 43     | 40     | 39     | 41     | 49     |        | 88     |        |
| Quelle    | [ 17 ] | [ 18 ] | [ 20 ] | [ 22 ] | [ 25 ] | [ 27 ] | [ 29 ] | [ 30 ] | [ 12 ] | [ 31 ] | [ 32 ] | [ 1 ]  |

## Religion
Der Ort ist seit der Reformation evangelisch-lutherisch geprägt und bis heute nach St. Walburg (Großhabersdorf) gepfarrt. Die Einwohner römisch-katholischer Konfession sind nach St. Walburga (Großhabersdorf) gepfarrt.

## Verkehr
Durch Fernabrünst führt von Nordwest nach Südost die Kreisstraße FÜ 20 Großhabersdorf–Clarsbach. Sie entstand aus der 1959 ausgebauten Gemeindeverbindungsstraße von Großhabersdorf und der 1962 ausgebauten Straße nach Clarsbach. Nach Beendigung der Bauarbeiten wurde sie zur Kreisstraße aufgestuft. Im Ortsgebiet wird sie als Fernabrünster Hauptstraße bezeichnet. In den Jahren 1985/86 wurde sie vom Landkreis Fürth ausgebaut. Die Wendsdorfer Straße bezeichnete Straße wurde 1960 und 1973 ausgebaut. 2000 musste sie ausgebessert werden, da sie 1998 bei Kanalarbeiten beschädigt wurde. Die Bronner Straße nach Vincenzenbronn wurde 1961 ausgebaut.
Einige Busse der Linie 113 des OVF verkehren auf ihrem Weg zu den U-Bahnhöfen Rothenburger Straße in Nürnberg und Fürth Hauptbahnhof über Fernabrünst nach Vincenzenbronn; die Bushaltestelle befindet sich in der Bronner Straße.
Durch den Ort verläuft der Fränkische Marienweg.